# Conches-sur-Gondoire
 Conches-sur-Gondoire  es una población y comuna francesa, en la región de Isla de Francia, departamento de Sena y Marne, en el distrito de Torcy y cantón de Thorigny-sur-Marne.

## Demografía
| 158                       | 182 | 158 | 148 | 160 | 144 | 127 | 120 | 117 | 120 | 132 | 132 | 105 | 110 | 102 | 99 | 96 | 113 | 100 | 92 | 95 | 108 | 129 | 175 | 188 | 150 | 214 | 307 | 471 | 1 234 | 1 750 | 1 790 | 1 716 | 1 722 |
| (Fuente: INSEE y Cassini) |     |     |     |     |     |     |     |     |     |     |     |     |     |     |    |    |     |     |    |    |     |     |     |     |     |     |     |     |       |       |       |       |       |